# Comité international pour la non-intervention
Le comité international pour la non-intervention, également connu sous le nom de Comité de Londres,  était un organisme multinational créée en 1936 sur proposition de la France et soutenue par le Royaume-Uni dans le but de vérifier le degré de respect du Pacte de non-intervention, qui visait à empêcher l'intervention étrangère dans la guerre civile espagnole et l'internationalisation du conflit à un moment de tension maximale entre démocraties et dictatures en Europe. Malgré les adhésions successives de plusieurs pays, les engagements pris ne sont respectés ni par l'Allemagne nazie, l'Italie fasciste ou le Portugal salazariste, qui soutiennent le camp rebelle dès le début du conflit, ni par l'Union soviétique, qui aide la République espagnole à partir d'octobre 1936.
Fondé en 1936 à Londres le comité avait pour objectif de définir les modalités de non-intervention en Espagne. Chaque pays se voit chargé d'empêcher la livraison d'armes : les Britanniques doivent assurer le respect d'un embargo sur les armes dans l'Atlantique, la France dans les Pyrénées, et l'Italie sur la côte méditerranéenne. 

## L'origine de la politique de "non-intervention".

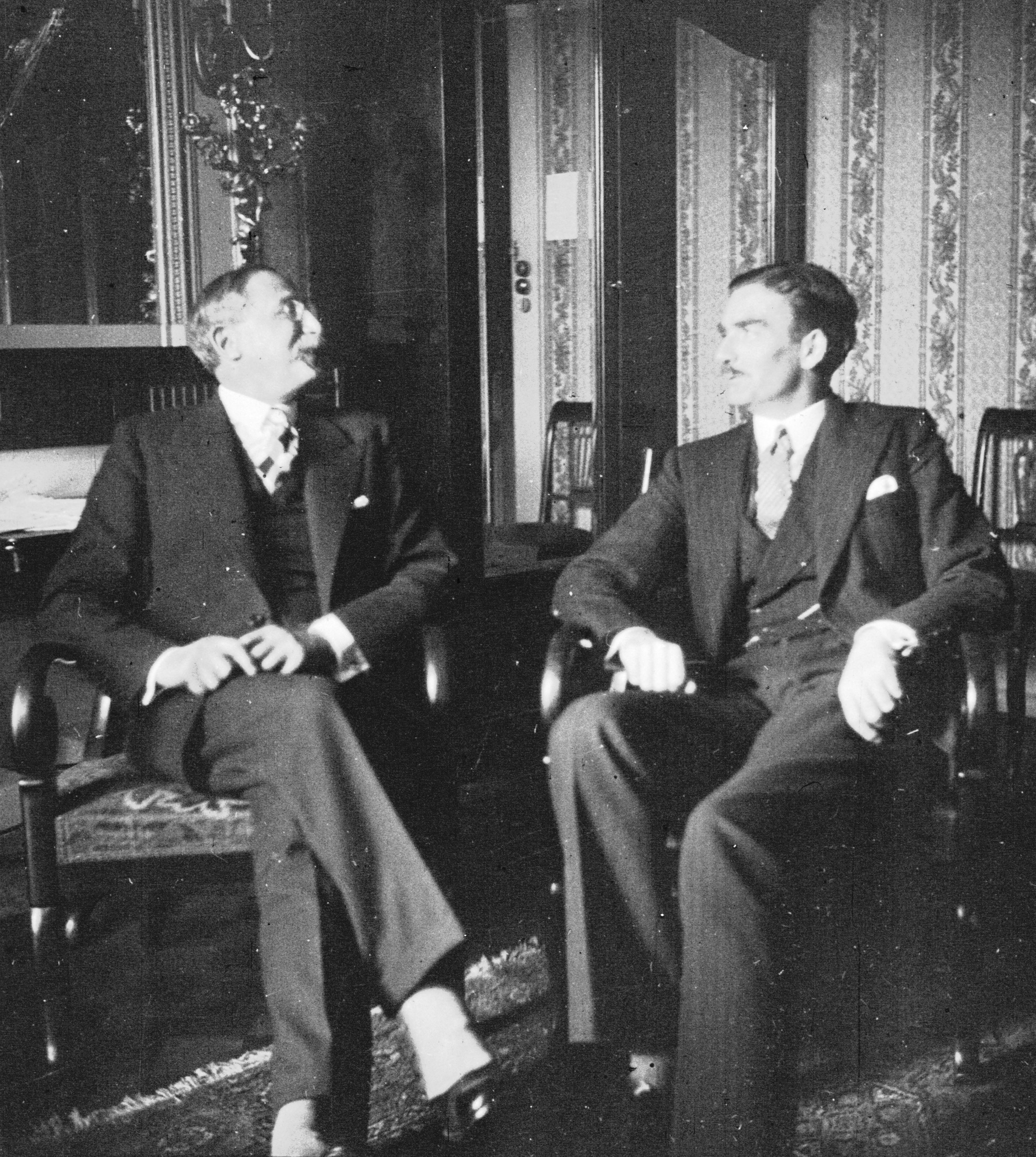
Entretien entre Léon Blum et Anthony Eden à Genève en 1936.

La France et la Grande-Bretagne voient que la "guerre d'Espagne" pourrait compliquer davantage le difficile jeu stratégique qui se développe au niveau européen. " La première orientation de la diplomatie de ces puissances a donc été de chercher à isoler le conflit espagnol. Cette tactique a été la première des grandes mesures internationales : l'accord général de non-intervention, auquel 27 pays européens ont adhéré, mais qui n'a jamais abouti à un document écrit, et la création consécutive d'un comité de non-intervention basé à Londres.
La "non-intervention" est déterminée par la politique d'apaisement de la Grande-Bretagne à l'égard de l'Allemagne nazie, à laquelle adhère le gouvernement du "Front populaire" en France, qui ne peut compter que sur les Britanniques face à une éventuelle agression allemande. En Grande-Bretagne, par ailleurs, les sympathies du gouvernement conservateur se déplacent progressivement vers le camp des rebelles, craignant que l'Espagne ne tombe "dans le chaos d'une forme de bolchevisme" (selon les termes du consul britannique à Barcelone), surtout à partir de février 1938, lorsque Anthony Eden est remplacé à la tête du Foreign Office par Lord Halifax. Le contraire était vrai pour les travaillistes et les syndicats, ainsi que pour de nombreux intellectuels, dont les sympathies allaient vers le camp républicain. L'animosité du gouvernement conservateur britannique à l'égard du Front populaire avait commencé avant le début de la guerre, en grande partie à cause des rapports, dépêches et télégrammes "déformés" envoyés à Londres par le nouvel ambassadeur à Madrid, Henry Chilton (qui avait remplacé en septembre 1935 Sir George Grahame, lequel, ne s'étant pas laissé emporter par des préjugés idéologiques, avait produit des rapports beaucoup plus réfléchis, fondés sur une meilleure connaissance de la situation espagnole)Viñas 2010, p. 27-28; 29. Ces rapports négatifs de l'ambassadeur Chilton, qui coïncident en substance avec ceux du Naval Intelligence Service (NIS), s'ajoutent aux articles alarmistes publiés sur l'Espagne dans la presse britannique conservatriceViñas 2010, p. 30. 
La France, pour sa part, qui avait d'abord timidement tenté d'aider la République, recevant quelque 150 millions de dollars d'aide militaire (avions, pilotes, etc.), dut se soumettre aux directives britanniques et suspendre son aide (de plus, la France et la Grande-Bretagne tentèrent de décourager leurs citoyens de participer au soutien de la cause républicaine, bien que de nombreux Français et Britanniques se rendirent en Espagne comme volontaires, dont André Malraux et George Orwell, qu'ils soient ou non membres des Brigades internationales).
L'idée de faire signer aux principaux pays européens un "accord de non-intervention en Espagne" vient du gouvernement français de Léon Blum, deux jours après avoir découvert, le 30 juillet, que les fascistes italiens aidaient les rebelles lorsque deux des avions envoyés par Mussolini au général Franco ont atterri par erreur dans la colonie française d'Algérie. L'idée du gouvernement français était que s'il ne pouvait pas aider la République (car cela ouvrirait un conflit interne majeur dans la société française et brouillerait également les relations avec son allié "vital", la Grande-Bretagne), il pouvait au moins empêcher l'aide aux rebelles (comme premier test de sa détermination à défendre la "non-intervention", le gouvernement français a fermé la frontière avec l'Espagne le 13 août). Le gouvernement britannique a immédiatement approuvé le projet, même s'il "mettait sur un pied d'égalité un gouvernement légal et un groupe de rebelles militaires". Blum lui-même, après avoir ensuite refusé aux négociateurs de Francisco Largo Caballero le passage des armes acquises par la République espagnole à travers le territoire français, est allé jusqu'à s'exclamer : "C'est un crime que nous commettons tous contre l'Espagne !

## Le "Pacte de non-intervention"
À la fin du mois d'août 1936, les 27 États européens (à l'exception d'Andorre, du Liechtenstein, de Monaco, de la Suisse et de la Cité du Vatican) qui ont signé l'"Accord de non-intervention en Espagne" ont décidé de "s'abstenir strictement de toute ingérence, directe ou indirecte, dans les affaires intérieures de ce pays" et ont interdit "l'exportation... la réexportation et le transit vers l'Espagne, les possessions espagnoles ou la zone espagnole du Maroc, de toutes sortes d'armes, de munitions et de matériel de guerre". Pour faire respecter l'accord, un comité de non-intervention est créé à Londres le 9 septembre sous la présidence du conservateur Ivor Windsor-Clive, 2e comte de Plymouth, au sein duquel toutes les grandes puissances européennes sont représentées, y compris l'Allemagne, l'Italie et l'Union soviétique.
Les 27 pays européens qui ont adhéré au pacte sont : l'Albanie, l'Autriche, la Belgique, la Bulgarie, la Tchécoslovaquie, le Danemark, l'Estonie, la Finlande, la France, l'Allemagne, la Grèce, la Hongrie, l'Irlande, l'Italie, la Lettonie, la Lituanie, le Luxembourg, les Pays-Bas, la Norvège, la Pologne, le Portugal, le Royaume-Uni, la Roumanie, la Suède, la Turquie, l'Union soviétique et la Yougoslavie. Dans le cas des États-Unis, l'influence du cardinal Mundelain - archevêque de Chicago préoccupé par l'avancée du nazisme - conduit l'administration Roosevelt à envisager de contourner le pacte et de lever l'embargo sur la République espagnole ; finalement, l'opposition farouche manifestée des deux côtés de l'Atlantique par la hiérarchie ecclésiastique catholique, avide d'une victoire franquiste, fait complètement échouer cette initiative.
Mais dans la pratique, la politique de "non-intervention" s'est avérée être une "farce", comme l'ont décrit certains contemporains, car l'Allemagne, l'Italie et le Portugal n'ont pas du tout suspendu leurs livraisons d'armes et de munitions aux rebelles. Le 28 août, presque le jour même de la conclusion de l'accord de "non-intervention", les chefs des services secrets militaires allemands, l'amiral Wilhelm Canaris, et italiens, le général Mario Roatta, se rencontrent à Rome pour "poursuivre (malgré l'embargo sur les armes) les fournitures de matériel de guerre et les livraisons de munitions, conformément aux demandes du général Franco ".
Le gouvernement républicain, par l'intermédiaire de Julio Álvarez del Vayo, ministre d'État, après s'être plaint à plusieurs reprises du non-respect du pacte de non-intervention par l'Italie et l'Allemagne, qui fournissaient du matériel de guerre et une aide militaire aux rebelles, rechercha la protection internationale et demanda le 25 septembre 1936 la protection de la Société des Nations, mais l'organisme international ignora les plaintes du gouvernement de la République. Cette dernière, pour sa part, a commencé à recevoir du matériel de guerre de l'Union soviétique le mois suivant.

## La patrouille de contrôle naval

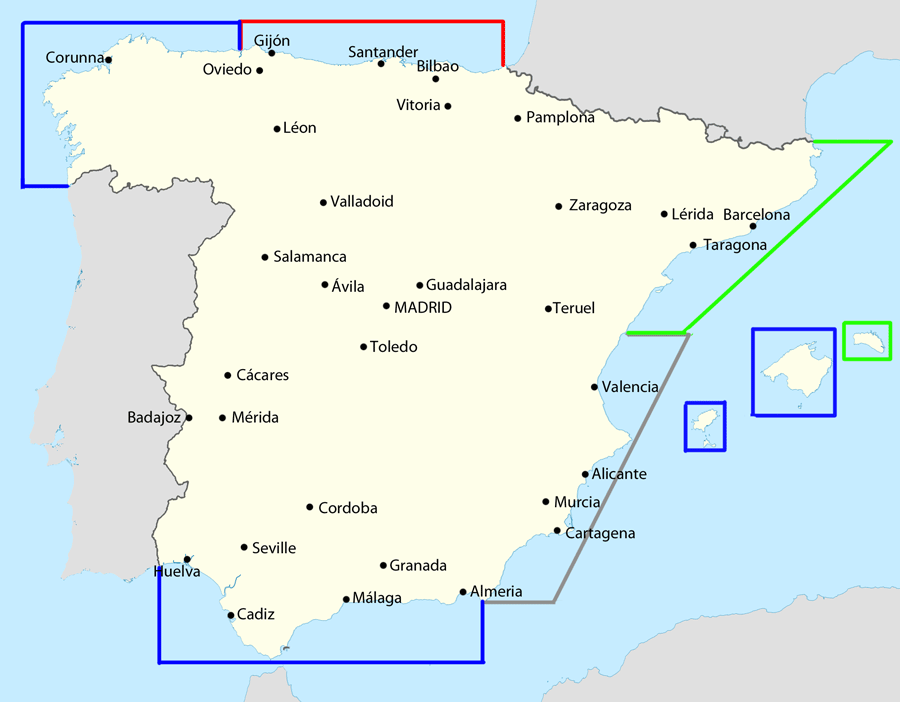
Carte montrant les zones de contrôle des quatre pays du Comité de non-intervention (rouge : Grande-Bretagne ; bleu : France ; vert : Italie ; gris : Allemagne).

Devant l'inefficacité du Comité de non-intervention, le gouvernement britannique propose fin 1936 un plan de contrôle naval pour surveiller les navires se dirigeant vers les ports espagnols, alors que les Allemands et les Italiens augmentent considérablement leur aide aux rebelles (les premiers avec la Légion Condor et les seconds avec le Corpo Truppe Volontarie (CTV)). Pour cette raison, le plan a mis longtemps à être approuvé et n'a été signé que le 8 mars 1937 par les 27 pays européens signataires de l'accord de "non-intervention", bien qu'il ne soit entré en vigueur qu'un mois et demi plus tard, à minuit, les 19 et 20 avril. Le plan prévoyait que la cargaison des navires marchands serait inspectée par un observateur du comité de non-intervention qui monterait à bord et assisterait au débarquement dans le port espagnol. Pour vérifier que l'observateur se trouve bien à bord du navire, les marines des quatre puissances seront déployées le long de la côte espagnole, la Grande-Bretagne se voyant attribuer la côte basque et la zone du détroit de Gibraltar allant de Huelva au cap Gata à Almería, plus les îles Canaries; vers la France, la côte cantabrique depuis le Pays basque, la côte galicienne, le protectorat espagnol du Maroc et Majorque et Ibiza ; et vers l'Allemagne et l'Italie, la côte méditerranéenne (du Cap Gata à Oropesa, en Allemagne, et d'Oropesa à la frontière française, y compris Minorque, en Italie). Mais les marines n'auraient le droit d'arrêter dans les eaux internationales que les navires dont les gouvernements ont signé l'accord (cela n'inclut pas les navires espagnols des deux camps ni ceux du Panama, qui est le pavillon utilisé par les navires marchands allemands dès qu'ils s'approchent de l'Espagne) et seraient avertis en cas d'infraction à la règle, sans pouvoir les saisir. La marine de l'Union soviétique n'a pas participé au plan de contrôle naval car elle ne disposait pas d'une base navale à partir de laquelle ses navires de guerre pouvaient opérer.
La patrouille navale n'étant pas un blocus, les chances que ce système empêche le trafic de volontaires et de matériel de guerre vers les belligérants de la guerre d'Espagne étaient très faibles. En fait, il n'était pas difficile pour un capitaine déterminé de contourner le contrôle, il lui suffisait, par exemple, de hisser le drapeau d'un pays non signataire de l'accord. En outre, le Parti communiste français, à la demande du gouvernement républicain, a expressément créé une compagnie maritime appelée France-Navigation pour contourner le contrôle (pour cela, ils changeaient souvent de nom et de pavillon ou l'observateur de la Commission de non-intervention était "distrait" lorsque le navire arrivait au port républicain) et, d'autre part, le matériel soviétique était transporté de la mer Noire par des navires espagnols et, à partir de l'été 1937, en suivant la route Baltique-Le Havre-Espagne pour contourner le blocus "national" en Méditerranée. Quant aux navires qui approvisionnaient le côté rebelle, ils n'ont pas eu beaucoup de difficultés à contourner la patrouille navale, car les Allemands ont changé leur drapeau pour le drapeau panaméen à mi-chemin de leur voyage et les Italiens probablement pour le drapeau espagnol.
La mise en place de la patrouille de contrôle naval a augmenté la présence de navires de guerre britanniques, français, allemands et italiens autour des côtes espagnoles et donc le risque qu'ils soient attaqués par l'aviation ou la marine des deux camps adverses lorsqu'ils sont pris pour des unités navales ennemies. Les cas les plus graves ont été les attaques contre le destroyer britannique HMS Hunter, le navire marchand armé italien Barletta et le croiseur allemand Deutschland.
L'incident du Hunter a eu lieu le 13 mai 1937 à quelques milles au sud d'Almería lorsque le destroyer a heurté une mine ancrée par les "Nationalistes" et huit membres de l'équipage ont été tués et vingt-quatre blessés. Ils ont été secourus par le cuirassé républicain Jaime I et ensuite transférés à Gibraltar par des navires britanniques (avec le navire qui a été remorqué). L'Amirauté protesta vivement auprès du général Franco et demanda une indemnisation, mais les "nationalistes" nièrent toute responsabilité et déclarèrent que la mine était républicaine. Cependant, ils ont immédiatement abandonné la campagne de mines, faisant du Hunter le seul navire de guerre à avoir été endommagé par une mine en dehors de la limite des trois milles.
Les deux autres incidents ont eu des conséquences beaucoup plus graves. Dans le premier cas, cinq Tupolev SB soviétiques récemment débarqués et leurs équipages ont bombardé la nouvelle base navale "nationale" de Palma de Majorque le 26 mai 1937, frappant le navire marchand armé italien Barletta, tuant six officiers. Le gouvernement italien a vivement protesté auprès du gouvernement de Valence et, en conséquence, le gouvernement républicain, qui craignait des représailles de la part de l'aviation ou de la marine italienne, a accepté l'existence d'une zone de sécurité dans le port de Palma pour les navires de guerre étrangers qui ne seraient pas bombardés.
Ce qui a entraîné des représailles, et très graves, c'est l'incident du Deutschland, un cuirassé allemand des patrouilles de contrôle qui était ancré dans le port d'Ibiza et qui a été bombardé à 19 heures le 29 mai par deux "Katiuska" soviétiques, tuant 31 membres d'équipage et en blessant 70. Selon la version des pilotes soviétiques, ils ont confondu le Deutschland avec un croiseur "national" et l'ont donc attaqué, et ils ont insisté sur le fait que le cuirassé allemand avait tiré sur eux, ce qui a été démenti par les Allemands, qui ont également affirmé que l'attaque avait été préméditée. Le lendemain, dimanche 30 mai, le représentant allemand au Comité de non-intervention a annoncé le retrait de l'Allemagne des patrouilles de surveillance jusqu'à ce qu'il obtienne l'assurance que l'événement ne se reproduira pas.

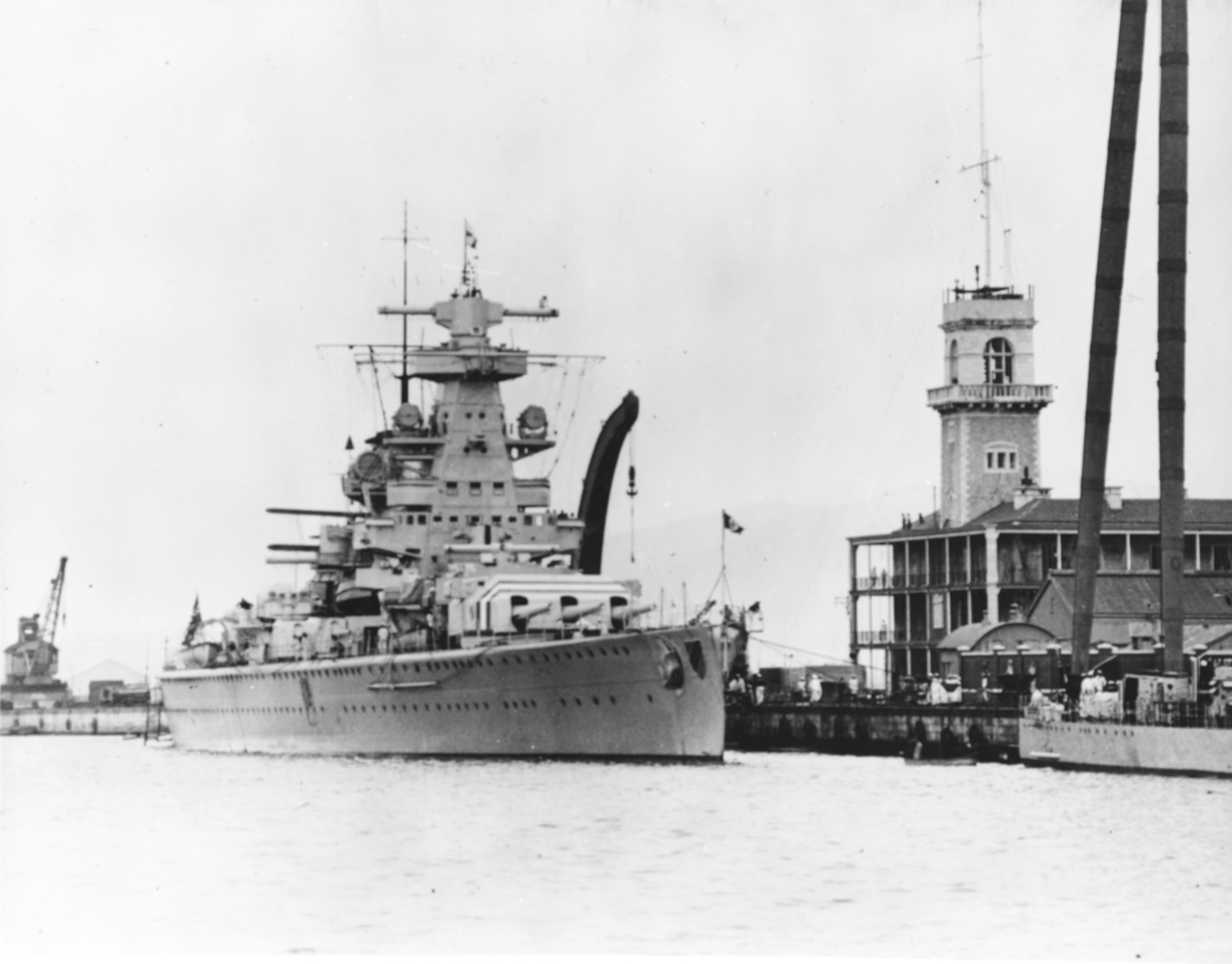
Le cuirassé de poche allemand Admiral Scheer à Gibraltar en 1936.

Dès qu'il reçut la nouvelle du bombardement du Deutschland, Hitler ordonna de bombarder Carthagène ou Valence en représailles, mais lorsqu'il fut informé que ces ports étaient équipés d'une puissante artillerie côtière, il opta pour Almería, qui ne disposait pas d'une telle artillerie bien que l'on pensait que le cuirassé Jaime I y serait ancré, ce qui dispenserait la flotte allemande de bombarder une ville non défendue. Mais lorsque les commandants de la flotte composée du cuirassé de poche Admiral Scheer et de quatre destroyers (Albatross, Luchs, Seeadler et Leopard) ont appris que le Jaime I se trouvait à Carthagène pour y être réparé, ils n'ont pas annulé l'attaque. Le résultat du bombardement d'Almeria, au cours duquel les cinq navires allemands ont tiré 275 obus à loisir, dont 94 obus de 280 mm, a été de 19 morts et 55 blessés parmi la population civile, ainsi que d'énormes dégâts.
La préoccupation première de la Grande-Bretagne et de la France après l'incident du Deutschland et le bombardement d'Almería n'était pas de condamner les représailles allemandes mais de ramener l'Allemagne et l'Italie, qui l'avaient également abandonnée, sous la patrouille de contrôle, ce qu'elles ont obtenu deux semaines plus tard avec une déclaration du Comité de non-intervention reconnaissant le droit de la puissance concernée à riposter, bien qu'elle doive d'abord consulter les trois autres pour tenter de s'entendre sur les mesures à prendre. À Berlin, on considère qu'il s'agit d'un grand succès diplomatique, bien qu'il n'ait pas réussi à obtenir le soutien de la Grande-Bretagne et de la France lorsqu'une nouvelle crise internationale éclate le 19 juin à propos d'une prétendue attaque à la torpille contre le croiseur allemand Leipzig au large d'Oran, qui aurait manqué sa cible, car ni les Britanniques ni les Français ne croient à la véracité de l'incident (en fait, aucun des trois sous-marins républicains restant en Méditerranée, le C-1, le B-1 et le B-2, n'est en mesure d'opérer dans la zone de la prétendue attaque) et refusent de participer à une quelconque riposte, comme le proposent les Allemands, ce qui entraîne la suspension des réunions du Comité de non-intervention. De son côté, le gouvernement républicain espagnol a même discuté d'une proposition du ministre de la Défense, Indalecio Prieto, selon laquelle la flotte devrait attaquer les navires allemands qui avaient bombardé Almeria, ce qui aurait signifié une guerre avec l'Allemagne, mais cette proposition a été rejetée.

## La campagne des sous-marins "fantômes" et la conférence de Nyon
L'effondrement du système de contrôle naval incite Mussolini, à la demande personnelle du général Franco, à déployer la flotte italienne de sous-marins dans toute la Méditerranée pour torpiller les navires marchands républicains espagnols et soviétiques se dirigeant vers les ports espagnol et transportant du matériel de guerre depuis la mer Noire. Entre le 19 août 1937 et le début du mois de septembre, il y a eu au moins vingt attaques de sous-marins " fantômes " ou " pirates ", bien que la Grande-Bretagne savait qu'il s'agissait de sous-marins italiens, malgré le refus de l'Italie, car elle avait déchiffré les messages échangés entre eux, mais ne pouvait pas le rendre public car cela aurait trahi le fait qu'ils connaissaient le code utilisé par la marine italienne.. La menace d'une intervention de la marine britannique, soutenue par les Français, obligea l'Italie à mettre fin à l'opération. Au même moment, une conférence internationale s'est tenue dans la ville suisse de Nyon pour discuter de la question, à laquelle l'Italie et l'Allemagne ont refusé de participer. La conférence de Nyon, qui s'est tenue du 11 au 14 septembre 1937, a convenu d'une série de routes à suivre par les navires marchands en Méditerranée, patrouillées par des destroyers et des avions britanniques et français, avec pour base principale Alger, alors possession française. Ainsi, tout sous-marin plongeur qui attaquerait un navire neutre sans avertissement ou qui se trouverait à proximité du lieu de l'attaque serait coulé, et les navires français et britanniques interviendraient également en cas d'attaques de navires neutres par des avions et des navires de surface non espagnols. Finalement, la flotte italienne a également participé aux patrouilles sur ces routes grâce à un accord ultérieur avec la Grande-Bretagne, bien que l'Italie n'ait jamais reconnu que les sous-marins "pirates" ou "fantômes" étaient les siens.
Les accords de la conférence de Nyon sont l'un des rares succès internationaux de la République car ils constituent un sérieux revers pour le blocus que les " nationaux " entendent imposer au trafic à destination des ports méditerranéens (les sous-marins ne peuvent plus naviguer en immersion), de sorte que la stratégie se concentrera désormais sur la saisie ou le torpillage des navires dans les eaux territoriales et sur le bombardement par des avions italiens et allemands (volant avec les insignes de l'aviation " nationale ") depuis leurs bases de Majorque,.

## Le rôle de la politique de "non-intervention" dans la défaite de la République
La plupart des historiens s'accordent à dire que la politique de "non-intervention" a été beaucoup plus préjudiciable à la République qu'aux rebelles, car l'aide de l'Union soviétique à la République ne pouvait pas compenser l'aide des nazis et des fascistes aux rebelles et, de plus, elle était conditionnée par ses propres intérêts. De l'avis de Julio Aróstegui, il est vrai que "Franco n'a pas obtenu de droits de belligérance au cours de la guerre, mais en échange, un gouvernement légitime comme la République s'est vu refuser le droit d'acquérir des armes pour faire face à un soulèvement". "La République a perdu la guerre à partir du moment où elle n'a pas été autorisée à agir comme un pays souverain sur la scène internationale et où elle a été considérée comme un danger par certaines puissances. La position de la Grande-Bretagne est paradigmatique et l'attitude du conservatisme britannique (au pouvoir lorsque le conflit espagnol a éclaté), non pas en refusant l'aide mais en l'empêchant, est étroitement liée à la défaite républicaine".
Selon Enrique Moradiellos, "sans l'embargo étouffant sur les armes imposé par la politique européenne de non-intervention et l'inhibition conséquente des grandes puissances démocratiques occidentales, avec ses graves conséquences sur la capacité militaire, la situation matérielle et la force morale, il est hautement improbable que la République ait subi un tel effondrement interne et une telle défaite militaire totale, complète et sans mélange". C'est ce que reconnaît l'attaché militaire britannique en Espagne dans un rapport confidentiel envoyé à son gouvernement à la fin de l'année 1938:
Quel que soit le but impartial et bienveillant de l'accord de non-intervention, ses répercussions sur le problème de la fourniture d'armes aux forces républicaines ont été, pour le moins, lamentables et certainement très différentes de ce qui était prévu. L'aide matérielle de la Russie, du Mexique et de la Tchécoslovaquie (à la République) n'a jamais égalé en quantité et en qualité celle de l'Italie et de l'Allemagne (au général Franco). Les autres pays, quelles que soient leurs sympathies, sont freinés par l'attitude de la Grande-Bretagne. Dans cette situation, les armes que la République a pu acheter ailleurs étaient peu nombreuses, par des voies douteuses et généralement en sous-main. Le matériel de guerre ainsi acquis devait être payé à des prix très élevés et utilisé sans l'aide d'instructeurs qualifiés pour son fonctionnement. Ces moyens d'acquisition ont gravement endommagé les ressources financières des Républicains.
Pour sa part, le président de la République, Manuel Azaña, en exil, considère la Grande-Bretagne comme l'ennemi principal de la République en raison de son adhésion à l'embargo sur les armes prescrit par la politique de non-intervention, avant même l'intervention armée italo-allemande. La même appréciation est partagée par l'autre camp, le monarchiste Pedro Sainz Rodríguez, ministre de l'Éducation du premier gouvernement franquiste : "de nombreux Espagnols, trompés par la propagande anti-anglaise du régime franquiste, croient de bonne foi que nous avons remporté notre victoire exclusivement grâce à l'aide italienne et allemande ; je suis convaincu que, bien que ces dernières aient contribué, la raison fondamentale pour laquelle nous avons gagné la guerre a été l'attitude diplomatique de l'Angleterre, qui s'est opposée à l'intervention en Espagne". Ainsi, selon Enrique Moradiellos, "l'inhibition de la France quant au sort de la République et l'engagement strictement neutraliste de la Grande-Bretagne (pour ne citer que les deux grandes puissances démocratiques occidentales)" a été "un facteur lourd et déterminant dans l'issue de la guerre d'Espagne ".
Notant les énormes difficultés rencontrées par la République pour acquérir des armements, souvent victime d'escroqueries de la part des marchands d'armes et des gouvernements - comme le gouvernement polonais qui a vendu aux Républicains de la "ferraille" à des prix exorbitants - Gerald Howson affirme qu'"il semble clair que l'argument selon lequel la non-intervention n'a eu que peu ou pas d'impact sur l'issue de la guerre est injustifiable. Au contraire, son effet sur les rangs républicains a été dévastateur, matériellement parce qu'il a eu pour conséquence qu'ils n'ont obtenu qu'une petite fraction de ce dont ils avaient besoin pour une guerre défensive, sans parler de l'offensive, et moralement parce qu'il a placé les républicains dès le départ dans la position de perdants potentiels. [...] Tous les gouvernements, à l'exception du Mexique, qui ont participé d'une manière ou d'une autre à la guerre civile espagnole se sont comportés de manière honteuse [...]".